# Werchnij Rohatschyk
Werchnij Rohatschyk (ukrainisch Верхній Рогачик; russisch Верхний Рогачик Werchni Rogatschik) ist eine Siedlung städtischen Typs im Norden der ukrainischen Oblast Cherson mit 5300 Einwohnern (2020).
Die 1786 gegründete Siedlung war zwischen 1944 und Juli 2020 das administrative Zentrum des gleichnamigen Rajons Werchnij Rohatschyk und erhielt im Jahre 1967 den Status einer Siedlung städtischen Typs.

## Geographie
Der Ort liegt 180 km nordöstlich der Oblasthauptstadt Cherson und 58 km südwestlich von Enerhodar in der Oblast Saporischschja am Fluss Rohatschyk (ukrainisch Рогачик).

## Verwaltungsgliederung
Am 12. Juni 2020 wurde die Siedlung zum Zentrum der neugegründeten Siedlungsgemeinde Werchnij Rohatschyk (ukrainisch Верхньорогачицька селищна громада/Werchnjorohatschyzka selyschtschna hromada), zu dieser zählen auch noch die 20 in der untenstehenden Tabelle aufgelistetenen Dörfer, bis dahin bildete sie zusammen mit den Dörfern Sorja, Trudowyk, Wolodymyriwka und Wyschnewe die gleichnamige Siedlungsratsgemeinde Werchnij Rohatschyk (Верхньорогачицька селищна рада/Werchnjorohatschyzka selyschtschna rada) im Zentrum des Rajons Werchnij Rohatschyk.
Seit dem 17. Juli 2020 ist sie ein Teil des Rajons Kachowka.
Folgende Orte sind neben dem Hauptort Werchnij Rohatschyk Teil der Gemeinde:
| Name                     | Name           | Name                                |
| ukrainisch transkribiert | ukrainisch     | russisch                            |
| ------------------------ | -------------- | ----------------------------------- |
| Babyne                   | Бабине         | Бабино (Babino)                     |
| Bereschanka              | Бережанка      | Бережанка                           |
| Heorhijiwka              | Георгіївка     | Георгиевка (Georgijewka)            |
| Koschumjaky              | Кожум'яки      | Кожемяки (Koschemjaki)              |
| Lyssytsche               | Лисиче         | Лисичье (Lissitschje)               |
| Mychajliwka              | Михайлівка     | Михайловка (Michailowka)            |
| Nowosnamjanka            | Новознам'янка  | Новознаменка (Nowosnamenka)         |
| Nyschnij Rohatschyk      | Нижній Рогачик | Нижний Рогачик (Nischni Rogatschik) |
| Oleksijiwka              | Олексіївка     | Алексеевка (Alexejewka)             |
| Pawliwka                 | Павлівка       | Павловка (Pawlowka)                 |
| Perwomajiwka             | Первомаївка    | Первомаевка (Perwomajewka)          |
| Samijliwka               | Самійлівка     | Самойловка (Samoilowka)             |
| Selene                   | Зелене         | Зелёное (Seljonoje)                 |
| Sorja                    | Зоря           | Заря (Sarja)                        |
| Tawrijske                | Таврійське     | Таврийское (Tawriskoje)             |
| Trudowyk                 | Трудовик       | Трудовик (Trudowik)                 |
| Tschystopillja           | Чистопілля     | Чистополье (Tschistopilje)          |
| Uschkalka                | Ушкалка        | Ушкалка                             |
| Wolodymyriwka            | Володимирівка  | Владимировка (Wladimirowka)         |
| Wyschnewe                | Вишневе        | Вишнёвое (Wischnjowoje)             |

## Bevölkerungsentwicklung
| 1793 | 1959  | 1970  | 1979  | 1989  | 2001  | 2010  | 2020  |
| ---- | ----- | ----- | ----- | ----- | ----- | ----- | ----- |
| 135  | 7.265 | 7.071 | 5.715 | 7.586 | 6.810 | 6.109 | 5.295 |

Quelle: